# Teoria de ranhuras estreitas
A teoria de ranhuras estreitas (NGT) é uma teoria que explica como os rolamentos lubrificados a ar funcionam em sistemas mecânicos. NGT é comumente usada para simular e projetar rolamentos de gás ranhurado e efeitos complexos de ranhuras periódicas.
A teoria de ranhuras estreitas foi proposta em 1965 por Vohr e Chow.
A validação das medições dos coeficientes dinâmicos de força de rígidos mancais ranhurados com  padrão de espinha de peixe (HGJBs) foi realizada em 2019 por cientistas da Escola Politécnica Federal de Lausana.